# Dusona liberator
Dusona liberator är en stekelart som beskrevs av Hinz 1985. Dusona liberator ingår i släktet Dusona och familjen brokparasitsteklar. Inga underarter finns listade i Catalogue of Life.